# Eugenio Agneni
Eugenio Agneni sau Agnèni ( Sutri, Provincia Viterbo, n. 26 ianuarie 1816, Sutri, Lazio, Regatul Italiei – d. 25 mai 1879, Frascati, Lazio, Regatul Italiei) a fost un pictor italian care a realizat în principal pânze istorice.

## Biografie
Începând din 1833, la Roma, a început să lucreze cu pictorii Erzoche și Beretta din Bergamo, iar în cele din urmă a studiat cu Francesco Coghetti. În 1847 a ajutat la decorarea cu fresce a sălii tronului din Palatul Quirinale . De asemenea, a pictat fresce în Vila Torlonia din Porta Pia⁠(d). A pictat episoade din viața lui San Vicenzo di Paola pentru capela sa din Montecitorio⁠(d). Agneni s-a alăturat insurecției care a dus la scurta Republică Romană în 1849.
Când guvernul papal a fost restabilit, Agneni a fost nevoit să fugă și a plecat mai întâi la Savona, apoi la Genova (unde a pictat în frescă Palazzo Rocca), apoi la Florența, Paris și, în cele din urmă, la Londra, unde a pictat teme mitologice pe tavanul loggiei reginei de la Royal Opera House din Covent Garden⁠(d) și de la Palatul Buckingham. În 1859 și 1866, s-a întors în Italia pentru a se alătura grupului Garibaldini, în lupta pentru independența și unitatea Italiei. S-a întors apoi la Florența și, în cele din urmă, la Roma în 1870–1871.
La Roma, a fost numit de Papa Pius al IX-lea căpitan al Gărzilor Civile. Odată cu intrarea Statelor Papale în statul Italia, a continuat să lucreze pentru Roma. La Muzeul Civico din Torino a pictat Spiritele plecate ale marilor florentini protestează împotriva invaziilor străine.